# Microsoft TechNet
Microsoft TechNet – portal internetowy firmy Microsoft, który zawiera zasoby techniczne, informacje o wydarzeniach i wiadomości przeznaczone dla profesjonalistów IT.

## Portal TechNet
Portal TechNet to baza wiedzy przeznaczona dla profesjonalistów IT, udostępnia informacje, dokumentacje, a także blogi i fora. Większość stron w ramach portalu TechNet dostępna jest w ponad 12 językach, w tym w języku polskim.

### Baza wiedzy
Baza wiedzy TechNet zawiera techniczne informacje dla profesjonalistów IT i zaawansowanych użytkowników. Artykuły podzielone są na kategorie w zależności od technologii i posegregowane są w serie tematyczne. Dostęp do wszystkich artykułów w bazie wiedzy jest bezpłatny.

### TechNet Edge
TechNet Edge to portal wchodzący w skład TechNet, zawiera nagrania wideo dotyczące zagadnień z zakresu IT. Znajdują się tam też filmy z konferencji i spotkań grup użytkowników.

### TechNet Magazine
TechNet Magazine to wydawany od 2005 roku miesięcznik do pobrania i wydruku. Jest dostępny w języku angielskim.

## Subskrypcje TechNet
Pod nazwą TechNet funkcjonują także subskrypcje firmy Microsoft, które umożliwiają dostęp do
- pełnych wersji oprogramowania,
- kursów e-learningowych,
- pomocy technicznej.

## Zamknięcie portalu
3 lipca 2013 roku Microsoft poinformował o zamknięciu sieci TechNet. Od 31 sierpnia 2013 roku firma nie będzie przyjmowała nowych użytkowników, ani odnawiała subskrypcji istniejącym. Sieć zostanie wyłączona w momencie, gdy wszystkim dotychczasowym użytkownikom wygasną konta.